# Jean-Marie Dutertre
 (décembre 2014).
Si vous disposez d'ouvrages ou d'articles de référence ou si vous connaissez des sites web de qualité traitant du thème abordé ici, merci de compléter l'article en donnant les références utiles à sa vérifiabilité et en les liant à la section « Notes et références ».
Pour les articles homonymes, voir Dutertre.
Jean-Marie (Jean) Dutertre (1768-1811) est un corsaire français.

## Biographie
Corsaire, né le 14 novembre 1768 à Port-Louis, ami et rival de Surcouf dans l'Océan Indien, dont parmi les nombreuses prises sur des bâtiments de la Compagnie anglaise des Indes orientales se trouva l'instrument (un théodolite, renvoyé à son destinataire « avec ses compliments pour la science ») qui sera utilisé pour trianguler les Indes puis mesurer la hauteur de l'Everest.
Finalement fait prisonnier par les Britanniques et enfermé sur les pontons de Londres, puis libéré — par l'effet du traité d'Amiens en 1803 — il deviendra lieutenant de la Royale.
Il se marie, le 7 mai 1806 à Port-Louis, avec Marie-Adélaïde Simonet.
Son différend avec Surcouf à Port Louis (Île-de-France, alias Île Maurice) pour le recrutement d'équipiers — alléchés par une meilleure cuisine à bord — fut arbitré par le gouverneur Malartic.
Parmi ses bateaux, on peut citer le Modeste, l'Heureux, le Passe-Partout et le Malartic.

## Homonymes
Un homonyme (Louis) sévit à Boulogne quelque cinquante ans plus tôt. Un autre, de
Lorient, fut surnommé "Le Mal Parti", car interdit de sortie par le blocus britannique.

## Louis Garneray
Louis Garneray le décrit dans son livre Corsaire de la République.
– Or, voilà qu'un matin il apprend que le capitaine Dutertre armait également un corsaire, nommé le Malartic... Breton comme Surcouf, il était natif de Port-Louis.